# Cumulus Linux
Cumulus — специализированная сетевая операционная система, созданная для работы на коммутаторах без операционной системы с установочной средой ONIE. Создана компанией Cumulus Networks для коммутаторов, используемых в дата-центрах и призвана расширить функциональные возможности коммутаторов за счёт использования стандартных Linux-приложений для оркестрации, управления, настройки и автоматизации функционирования.

## История
Компания Cumulus Linux была основана в 2010 году группой бывших инженеров Cisco, VMware и 3Com. Их задачей стало создание полнофункциональной операционной системы на базе Linux для сетевого оборудования, используемого в дата-центрах. С октября 2012 года Cumulus Linux стал использоваться на реальных работающих проектах.

## Особенности установки в среде ONIE
В отличие от обычных операционных систем, Cumulus Linux для своей установки требует наличия на оборудовании специальной загрузочной среды ONIE. ONIE представляет собой предустановленный на коммутатор небольшой дистрибутив Linux, задачей которого является поиск при первом запуске полноценной сетевой ОС, её установка и, в дальнейшем, передача на него управления. При этом поиск источника установки ОС рассматривает такие варианты возможного размещения дистрибутива ОС как USB-накопитель, URL-адрес от DHCP-сервера и URL-адрес от DNS-SD.

## Основные поддерживаемые протоколы
- L2: STP (IEEE 802.1d), RSTP (IEEE 802.1w), PVRST, PVST; IEEE 802.1q, LACP (IEEE 802.3ad), LLDP, CDP; Host-MLAG; IGMPv2/v3 snooping, MLDv1/v2 snooping; Virtual Router Redundancy Protocol (VRRP).
- L3: Quagga IPv4/v6 включая OSPFv2, OSPFv3, BGPv4/v6, ECMP; Bidirectional Forwarding Detection (BFD).
- Поддержка VXLAN, Lightweight Network Virtualization (LNV).
- Управление при помощи стандартных инструментов Linux, таких как OpenSSH, SCP, FTPS.
- Традиционный мониторинг при помощи SNMPv2/v3 и сетевой MIB, анализ посредством SPAN, ERSPAN, ACL-каунтерами.
- Развитый поиск и решение проблем при помощи Prescriptive Topology Manager.
- QoS на базе классов обслуживания (CoS) (IEEE 802.1p) или DSCP. Классификация на основе ACL-меток.

## Поддерживаемое оборудование
На текущий момент список поддерживаемого оборудования Cumulus Linux состоит из коммутаторов, построенных на следующих коммутационных матрицах:
- Broadcom Firebolt2
- Broadcom Triumph2
- Broadcom Apollo2
- Broadcom Trident
- Broadcom Trident +
- Broadcom Trident II

В этом списке находится около двух десятков стоечных коммутаторов производства таких компаний как Dell, Delta Electronics, Edge-Core, ETegro, Mellanox, Penguin Computing; с портами 1G (Base-T), 10G (SFP+) и 40G (QSFP+). Поддерживаются как модели на процессорах Power PC, так и на x86 процессорах.